# 愛媛県道328号柳谷美川線
愛媛県道328号柳谷美川線（えひめけんどう328ごう やなだにみかわせん）は、愛媛県上浮穴郡久万高原町を通る一般県道である。

## 概要
上浮穴郡久万高原町西谷から上浮穴郡久万高原町中黒岩に至る。

### 路線データ
- 起点：上浮穴郡久万高原町西谷（国道440号交点）
- 終点：上浮穴郡久万高原町中黒岩（国道33号交点）
- 総延長：4.1 km

## 歴史
- 1978年（昭和53年） - 愛媛県道212号美川嶺公園線を延長し制定。

## 地理

### 通過する自治体
- 愛媛県
  - 上浮穴郡久万高原町

### 交差する道路
| 交差する道路            | 交差する場所 | 交差する場所 |
| ----------------------- | ------------ | ------------ |
| 国道440号               | 西谷         | 起点         |
| 国道33号 国道440号 重複 | 中黒岩       | 終点         |

### 沿線
- 西谷簡易郵便局
- 久万高原町立美川中学校（終点付近）
- 道の駅みかわ（終点付近）